# Johann Conrad Jacobi (Bankier)

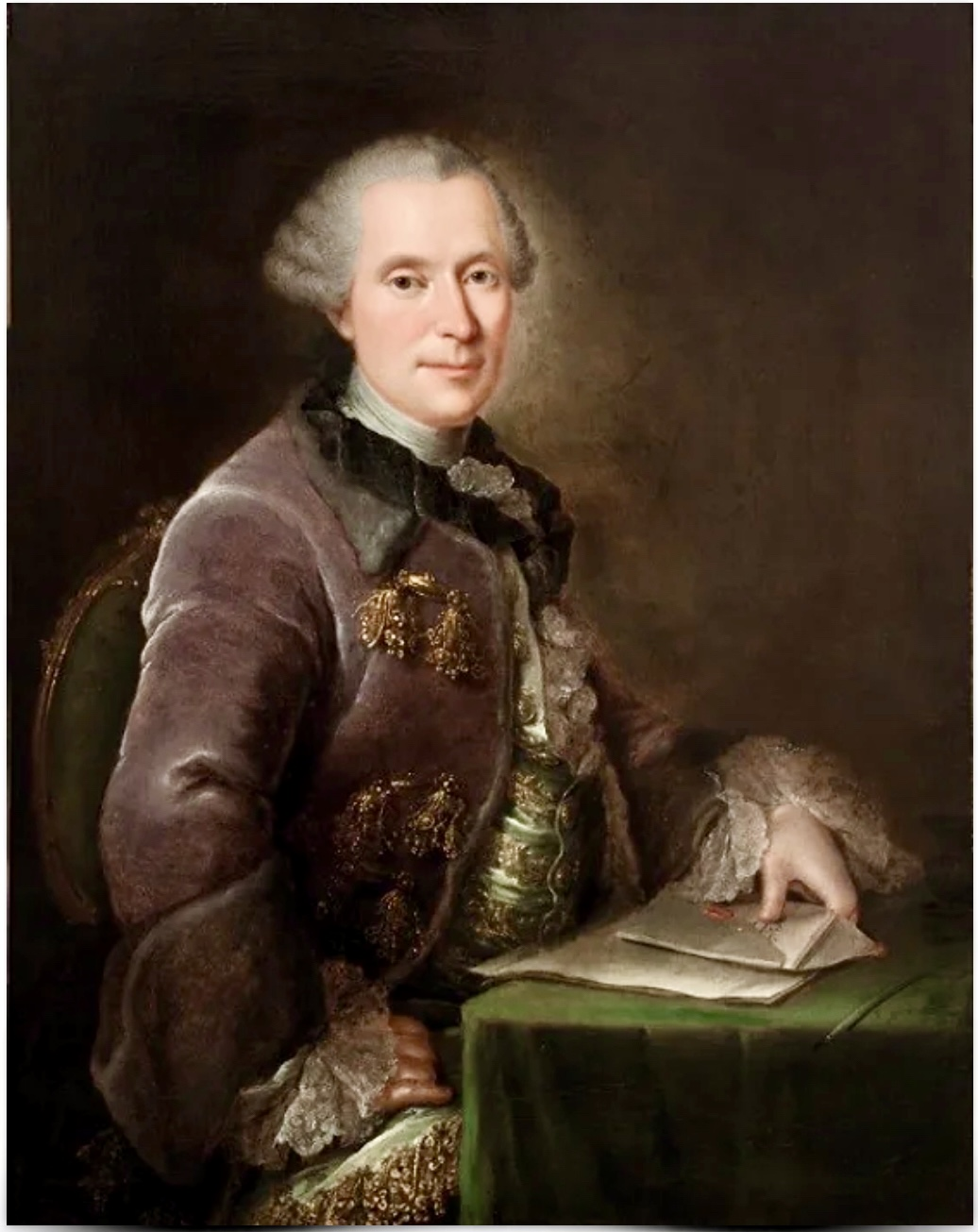
Johann Conrad Jacobi, 1761 gemalt von Wilhelm Beckly.

Johann Conrad Jacobi (* 30. Oktober 1717 in Grünstadt, Pfalz; † 22. August 1774 in Königsberg, Ostpreußen) war ein Kaufmann, Bankier und königlicher Geheimer Kommerzienrat. Er zählte zu den angesehensten Königsberger Honoratioren; mit Immanuel Kant verband ihn eine langjährige, enge Freundschaft.

## Leben
Johann Conrad Jacobi wurde als Sohn der lutherischen Eheleute Johann Friedrich Jacobi und Margarethe Sibylle Elisabeth geb. Grün, im leiningischen Residenzstädtchen Grünstadt geboren. Der Vater Johann Friedrich Jacobi war Kammerdiener und Barbier bei den in der Stadt ansässigen Grafen von Leiningen-Westerburg; die Mutter entstammte einer örtlichen Gastwirts- und Weinhändlerfamilie.
In Frankfurt am Main erlernte Johann Conrad Jacobi den Kaufmannsberuf und arbeitete danach für den renommierten Bankier Georg Wilhelm Schweigger in Berlin. Dieser schickte ihn 1750 zu seinem Geschäftsfreund Georg Friedrich Schwinck, dem damals bedeutendsten Königsberger Kaufmann. Jacobi ließ sich in der Stadt nieder, trieb einen Handel mit Edelmetallen und avancierte zum Hauptlieferanten der Königsberger Münze. Er heiratete schließlich am 6. Juni 1752 die noch sehr junge Tochter Schwincks und wurde Teilhaber in dessen Handelshaus. Daneben gründete er ein eigenes Bankinstitut, das bis Anfang des 20. Jahrhunderts in Königsberg existierte und sich zu einem der bedeutendsten in Ostpreußen entwickelte. Das junge Ehepaar bewohnte erst ein Haus aus der Mitgift der Frau, in der Kneiphofschen Langgasse gelegen, seit 1764 ein standesgemäßes Palais in der Junkerstraße, welches man käuflich von dem Burggrafen zu Dohna erwarb.

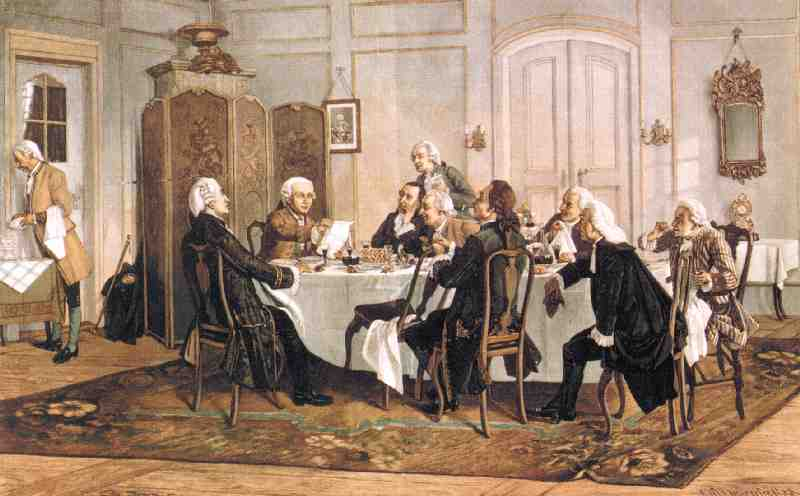
Kolorierter Holzstich nach Emill Dörstlings Gemälde „Kant und seine Tischgenossen“. Johann Conrad Jacobi ganz links am Tisch, mit schwarzem Rock und weißen Haaren; rechts daneben Immanuel Kant, aus einem Brief vorlesend.

Die Ehefrau Maria Charlotta Jacobi geb. Schwinck – genannt „Prinzessin Jacobi“ – galt als schönste Frau Königsbergs und das Haus entwickelte sich zum Mittelpunkt eines privaten Zirkels der von den Königsbergern als die „Gelehrte Gesellschaft“ bezeichnet wurde. Neben dem Ehepaar Jacobi zählten dazu Jacobis langjähriger Freund Immanuel Kant, Oberleutnant von Lettow, Baronin von Thile, Münzmeister Julius Göschen, Stadtpräsident Gottlieb Hippel, der Schriftsteller Johann Georg Scheffner und der Philosoph Johann Georg Hamann, dem Jacobi 1767 auf Kants Bitte eine Anstellung bei der Königsberger Zollverwaltung beschaffte. Im Gegenzug lud Kant seinen vertrauten Freund Johann Conrad Jacobi auch ständig zu seinen eigenen Gesellschaften ein, die sich vorwiegend aus dem gleichen Personenkreis zusammensetzten. Es gibt davon ein Gemälde Emil Doerstlings aus dem Jahre 1892, mit dem Titel „Kant und seine Tischgenossen“, auf dem auch der Pfälzer Bankier Jacobi dargestellt ist. Es hing ursprünglich im Königsberger Rathaus, dann im dortigen Schlossmuseum, heute im Kantmuseum (im restaurierten Königsberger Dom) und die entworfene Szene prägt bis in unsere Tage die allgemeine Vorstellung von Kants Philosophenrunden.
Maria Charlotta Jacobi – 18 Jahre jünger als ihr Ehemann – begann ein Liebesverhältnis mit dem etwa gleichaltrigen Münzmeister Julius Göschen. Johann Conrad Jacobi wurde im September 1768 von ihr geschieden; sie hatten keine Nachkommen. Daraufhin holte Jacobi seinen Grünstadter Neffen Friedrich Conrad Jacobi nach Königsberg und setzte ihn zum Universalerben ein. Er baute das Bankhaus seines Onkels weiter aus und machte es später zusammen mit seinem eigenen Schwiegersohn Johann Christian Gädeke zu einem der bedeutendsten in Ostpreußen. Außerdem gründete er die erste Zuckerfabrik in Königsberg.
Johann Conrad Jacobi starb 1774 in Königsberg, erst 56 Jahre alt. Seine Freundschaft mit den Philosophen Kant und Hamann war ungebrochen und er stand in dauernder Korrespondenz mit ihnen. Jacobis geschiedene Frau führte mit ihrem zweiten Mann Julius Göschen wieder ein großes Haus in der Königsberger Gesellschaft, Immanuel Kant hielt sich jedoch sowohl zu Lebzeiten als auch nach dem Tod seines Freundes Johann Conrad Jacobi demonstrativ von dort fern. Seine Freundschaft mit Johann Conrad Jacobi übertrug er nach dessen Tod auf seinen Neffen und Erben Friedrich Conrad Jacobi.
Angemerkt sei hier noch eine Tatsache, die der Gelehrte Friedrich Christian Matthiä (1763–1822), ehemals Gymnasialdirektor in Grünstadt, seinem Bruder August in einem Brief vom 20. Januar 1821 mitteilte, nämlich dass Immanuel Kant seinen ihn philosophisch inspirierenden Wein stets aus Grünstadt bezogen habe. Dieses Getränk kann in Königsberg kein anderer besorgt haben als Kants Freund Johann Conrad Jacobi, der aus einer Grünstadter Wirts- und Weinhändlerfamilie stammte.
Der Grünstadter bzw. Königsberger Bankier Johann Conrad Jacobi (1717–1774) wird sehr oft verwechselt mit seinem gleichnamigen Zeitgenossen Johann Conrad Jacobi (1709–1786), Bürgermeister und Handelsherr in Bochum.